# Elif Batuman
Elif Batuman (née le 7 juin 1977) est une écrivaine américaine, universitaire et journaliste. Elle est l'auteur d'un essai, Les Possédés et d'un roman, L'Idiote, finaliste pour le Prix Pulitzer de la Fiction 2018.

## Biographie
Elif Batuman est née dans la ville de New York, de parents turcs et elle a grandi dans le New Jersey. Elle est diplômée de l'université de Harvard et a obtenu son doctorat en littérature comparée à l'Université de Stanford. Durant ses études supérieures, Batuman étudie la langue ouzbek à Samarkand (Ouzbékistan). Sa thèse, Le Moulin à vent et le Géant porte sur le processus de recherche sociale et de construction solitaire dans lequel s'engagent les romanciers.
En février 2010, Batuman publie son premier ouvrage, Les Possédés : mes aventures avec la littérature russe et ceux qui la lisent, sur la base de documents préalablement publiés dans The New Yorker, Harper's Magazine, et n+1,, textes qui relatent ses expériences en tant qu'étudiante de troisième cycle. Son style a été décrit comme « presque désespérément épigrammatique ».
Batuman a été écrivain en résidence à l'Université Koç à Istanbul, en Turquie, de 2010 à 2013. Elle vit maintenant à New York.

### Livres
- (en) The possessed : adventures with Russian books and the people who read them, New York, Macmillan, 2010, 296 p. (ISBN 978-0-374-53218-5, lire en ligne)
- The Idiot Penguin, 2017.  (ISBN 978-1-594-20561-3) (ISBN 978-1-594-20561-3)

### Essais, rapports et autres contributions
- Elif Batuman, « The murder of Leo Tolstoy », Harper's, vol. 318, no 1905,‎ février 2009, p. 45-53 (lire en ligne)
- Elif Batuman, « Get a Real Degree », London Review of Books,‎ 23 septembre 2010 (lire en ligne)
- Elif Batuman, « From the Critical Impulse, the Growth of Literature », The New York Times,‎ 31 décembre 2010 (lire en ligne)
- Elif Batuman, « Elif Batuman: Life after a bestseller », The Guardian,‎ 21 avril 2011 (lire en ligne)
- Elif Batuman, « Dept. of Archaeology: The Sanctuary », The New Yorker, vol. 87, no 41,‎ december 19–26, 2011, p. 72-83 (lire en ligne) Göbekli Tepe
- Two Rivers. Carolyn Drake, self-published, 2013.  (ISBN 978-0-615-78764-0). Edition of 700 copies. By Carolyn Drake. Accompanied by a separate book with a short essay by Batuman and notes by Drake.
- « The Big Dig », The New Yorker,‎ 31 août 2015 (lire en ligne)
- « The head scarf, modern Turkey, and me », The New Yorker,‎ 8–15 february 2016 (lire en ligne)
- Batuman, Elif, « Epictetus », The New Yorker, vol. 92, no 42,‎ december 19–26, 2016, p. 84 (lire en ligne)[11]
- « Japan’s Rent-a-Family Industry », The New Yorker,‎ 30 avril 2018 (lire en ligne)

## Récompenses
- Prix des Écrivains de la Fondation Rona Jaffe, 2007[12]
- Prix Whiting Award, 2010[12]